# Jennifer Keller
La doctora Jennifer Keller es un personaje de ficción del universo televiso de Stargate. Es la jefa médica de la base Atlantis a partir del final de tercera temporada de Stargate Atlantis. Está interpretada por la actriz canadiense Jewel Staite.

## Historia
En el episodio "First Strike" hace su primera aparición como médico en jefe de Atlantis. En realidad su primera aparición es en el episodio "Instinto" de la segunda temporada como la wraith Ellia.
Jennifer Keller va cogiendo protagonismo según avanza la temporada, hasta convertirse en un personaje protagonista. Al final de la quinta temporada comienza un romance con Rodney McKay.